# Brinje, Dol pri Ljubljani
Brinje so kraj v občini Dol pri Ljubljani.